# مارگه و مادرش
مارگه و مادرش (انگلیسی: Marghe and Her Mother) فیلمی در ژانر درام به کارگردانی محسن مخملباف محصول سال ۱۳۹۸ است.
این فیلم برای اولین بار در افتتاحیه بخش نمادهای جشنواره بین المللی فیلم بوسان به نمایش درآمد. فیلم «مارگه و مادرش» یک منتقد اجتماعی درباره چالش اقتصادی مادر جوان ایتالیایی در مواجهه با بیکاری است. مارگه و مادرش برنده جایزه طلایی رمی جشنواره بین‌المللی فیلم ورلد-فست هیوستون شدند. 